# Centre Sant Medir
El Centre Sant Medir és un edifici noucentista de Sant Cugat del Vallès (Vallès Occidental) inclòs a l'Inventari del Patrimoni Arquitectònic de Catalunya.

## Descripció
Torre de grans dimensions, de planta rectangular en forma de L. Destaca la gran torratxa en un dels costats, element característic de les torres d'estiueig de l'època. La teulada es a dues vessants. Destaca l'alternança de la utilització de l'arrebossat amb el totxo vist. Les façanes son acabades per una estructura escalonada realitzada amb totxo.

## Història
Torre construïda pel Sr. Farell. Ho va donar al Ajuntament de Barcelona.